# Пангамовая кислота
Пангамовая кислота (известна также как витамин B15) — представляет собой эфир глюконовой кислоты и диметилглицина. Пангамовая кислота была выделена Эрнстом Т. Кребсом из семечек абрикоса, а позднее обнаружена в бобах и рисовых отрубях.
Пангамовая кислота была названа Кребсом витамином В15, но не является витамином, так как не была показана строгая необходимость данного вещества в диете человека, а дефицит пангамовой кислоты не связан с какими-либо известными заболеваниями.

## Пангамат кальция
Кальциевая соль пангамовой кислоты (пангамат кальция), или витамин В-15, используется как минеральная добавка к пище. Как и тиамин, пангамовая кислота вызывает временное снижение артериального давления. Стимулирует кислородный обмен в тканях, из-за чего используется при лечении пневмонии и высотной болезни.